# Rancamulya (Sumedang Utara)
Rancamulya is een bestuurslaag in het regentschap Sumedang van de provincie West-Java, Indonesië. Rancamulya telt 6113 inwoners (volkstelling 2010).